# Florence Baschet
Pour les articles homonymes, voir Baschet.
Florence Baschet, née le 18 juin 1955 à Paris, est une compositrice française de musique contemporaine. Elle est connue pour son expérimentation et ses recherches dans l'électroaccoustique

## Biographie
Florence Baschet commence ses études musicales à l'École normale de musique de Paris et au conservatoire Sainte-Cécile à Rome, puis en musicologie, en harmonie et contrepoint à Paris. Elle entre en 1988 au Conservatoire national supérieur de musique de Lyon (département SONVS) où elle étudie la composition et les transformations sonores par les moyens électroacoustiques avec Philippe Manoury. En 1991, elle obtient le 1er prix de composition et informatique musicale. Elle suit ensuite des cours de perfectionnement au Centre Acanthes auprès de Luigi Nono puis d’Elliott Carter. En 1992, elle entre à l’Ircam dans le cadre du cursus de composition et d’informatique musicale.
Elle reçoit ensuite de nombreuses commandes, notamment de l'Ircam, de Radio France, de l’Ensemble 2e2m et du GRM, du Festival Manca, du Festival Why Note et de l'ensemble L'Itinéraire dont le directeur artistique et compositeur Michaël Levinas soutient activement son travail. Elle est nommée compositeur en résidence au M.I.A et au Conservatoire régional d’Annecy de 2003 à 2005, puis en 2005 à Dijon avec l’Ensemble L’Itinéraire et en 2006 au Grame à Lyon. En 2007, elle est nommée compositeur en recherche à l’Ircam.
De 2020 à 2022, elle est membre du conseil d'administration du Syndicat français des compositrices et compositeurs de musique contemporaine, dont elle est secrétaire de juin 2020 à juin 2021 puis vice-présidente de juin 2021 à juin 2022.
La poursuite de ses recherches à l'Ircam l'amène à travailler dans le domaine de la musique mixte qui allie le soliste au dispositif électroacoustique dans une relation interactive particulière liée au geste instrumental et qui cherche à mettre en valeur les phénomènes d'interprétation dont dépendront les transformations sonores.
Ses œuvres sont éditées aux éditions Jobert.

### Œuvres et structures
Florence Baschet cherche à se confronter à la page blanche et réfléchi à la structure formelle. Elle découvre très tôt le Cristal Baschet, qu'elle intègre dans ses oeuvres comme Mai-Mia, Etruria ou Nuraghe. Mai-Mia et Nuraghe font aussi appel aux ressources de l'électroacoustique, dont un dispositif en temps réel pour Nuraghe. L'écriture et la recherche sont déjà liés, notamment au travers de lutheries nouvelles et d'une réflexion sur l'espace acoustique.
Avec Alma Luvia (1992), composée dans le cursus de composition de l'Ircam, c'est la première œuvre a intégrer la voix. L'œuvre s'inspire du Finnegans Wake de James Joyce. Les voix de femmes vont petit à petit peupler l'imaginaire et l'œuvre de la compositrice.
C'est à partir de 1989 et sa rencontre avec Luigi Nono, alors invité du Centre Acanthes que Florence Baschet commence à avoir une pensée musicale alliant une technique rigoureuse et l'électronique comme prolongement naturel du son instrumental et qui consiste à entrer dans le son, dans l'espace et dans le timbre. Elle mixe la partie électronique de Con Luigi Dallapicola lors d'un concert donné à la Chartreuse de Villeneuve-lez-Avignon.
Dès lors, Florence Baschet s'assigne le rôle de provoquer l'écoute, entrainant une filiation avec Philippe Manoury et Luigi Nono. C'est dans cette optique qu'elle compose pour l'Ircam son StreicherKreis (2008) pour quatuor augmenté, créé par le quatuor Danel. En s'aventurant dans la forme du quatuor à cordes, la compositrice entend jouer sur « l'intelligence musicale de chacun et l'écoute réciproque et partagée des interprètes ». Le dispositif électronique permettant d'augmenter le quatuor a été conçu au cours d'une longue période de travail dans les studios de l'Ircam, avec les instrumentistes et les techniciens. Cette création donnera aussi lieu à Bogenlied (2005), pour violon augmenté, commande de l'Association Cumulus, créé par Anne Mercier, violon soliste de l'ensemble L'Itinéraire. Des capteurs placés sur l'archet saisissent chaque geste de l'instrumentiste, définissant ainsi eux-mêmes les transformations sonores. L'électronique fait alors corps avec le quatuor.
La recherche électroacoustique ouvre à la compositrice de nouveaux horizons compositionnels. Sans être un élément obligé, les technologies électroniques essaiment jusque dans les pages instrumentales. Elle revient au quatuor avec Cinq études (2009) qui, bien que le geste issu de son premier quatuor persiste, ne comporte pas d'électronique. Les Cinq études sont des pièces qui sont progressives et destinées aux étudiants des conservatoires. Dans Streicher 2 (2016), on retrouve cet écho au premier quatuor.
Son oeuvre Manfred (2017), cycle pour quatuor, commande de ProQuartet et du Quatuor Manfred pour les trente ans de ce dernier, change d'orientation. Il fait référence au poème de Lord Byron, dont le texte figure en exergue de chaque partie, et fait indirectement référence à Robert Schumann et Piotr Illitch Tchaïkovski. Dans cette oeuvre, il y a une dramaturgie musicale qui se traduit par des climats au sens étymologique, c'est-à-dire comme espaces de perception du monde.
La musique se nourrit du texte sous des formes toujours réinventées : métamorphoses de la voix et des instruments comme dans Spira Manes (1995) sur des extraits de l'Ulysse de James Joyce, diffusion circulaire du chant diphonique dans Béréchit (2006) sur des textes de la Genèse, immersion musicale et visuelle pour le vidéo-opéra Piranhas (2004) conçu en collaboration avec l'artiste peintre Petrantonio. Chaque oeuvre requiert des outils spécifiques pour répondre au désir initial sur lequel se base la musique.

### Diversité et œuvres majeures
Trois œuvres majeures de Florence Baschet mettent en avant la voix des femmes : Femmes (1999-2001), La Muette (2012) et The Waves (2014). Femmes, pour deux voix de femmes, repose sur des poèmes de l'auteur palestinien Mahmoud Darwich et de l'auteur israélien Yitzhak Laor,. Les voix sont traitées de façon chantée, parlée ou bruitée, et amènent, par leur rapprochement, à l'ensemble instrumental. The Waves est basé sur le début du roman éponyme de Virginia Woolf. La voix capte les miroitements des six instruments auxquels se mêle l'électronique. Enfin, La Muette est inspiré du roman de Chahdortt Djavann, qui a été traduit en persan par Baharé Khadjé-Nouri sur demande de la compositrice, et qui est une ode à la liberté en terre de soumission absolue. La figure de la muette est magnifiée par la parfaite intégration de l'ensemble instrumental et de l'électronique. Dans ces trois œuvres, les chants de femmes résonnent comme un rappel de la place qui devrait être la leur.

## Œuvres
Musique vocale et instruments
- Alma Luvia / pour voix de femme, trio et électronique (1993-1992), 7 min
- Femmes 2e version / pour 2 voix de femmes et quintette (1998-2001), 25 min
- Femmes première version / pour 2 voix de femmes et 10 instruments (1998), 25 min
- Filastrocca / pour ténor, basse, ensemble instrumental et électronique (2002), 15 min
- Piranhas vidéo-opéra / pour 2 voix, quatuor de saxophones, ensemble et électronique (2004), 40 min
- Spira manes / pour 7 voix, 7 instruments, et dispositif électroacoustique en temps réél (1995), 21 min
- Terra Nova / pour chœur et orchestre (2000), 20 min

Musique vocale a cappella
- Beréchit / pour voix de basse, aussi baryton et dispositif électroacoustique temps réel (2006), 10 min

Musique soliste (sauf voix)
- BogenLied / pour violon augmenté et dispositif électroacoustique temps réel (2005), 12 min
- Electrics / pour instrument soliste avec électroacoustique en temps réel. (2004-2005), 9 min

Musique instrumentale d'ensemble
- Aïponis / pour ensemble (1997), 13 min
- Bobok / pour ensemble et dispositif électroacoustique (2003), 13 min
- Laps / pour orchestre (1996)
- Oyat / pour orchestre d'harmonie (2000), 7 min
- Sinopia / pour onze instruments (1993)

Musique de chambre
- Etruria / trio pour clarinette, alto et cristal Baschet (1991), 3 min
- Etruria II 2e version / pour clarinette, alto, et vibraphone (1994), 3 min
- Etruria III version / pour quintette (2001), 9 min
- Mai-Mia / trio pour piano, marimba, cristal Baschet et électroacoustique (1990)
- Nuraghe / 4 claviers et trio à cordes avec dispositif électroacoustique en temps réel (1991), 10 min
- Quintette Aligoté / pour quintette et électronique temps réel (2005), 14 min
- StreicherKreis / pour quatuor à cordes « augmenté » et dispositif électroacoustique live (2007-2008), 25 min
- Trinacria / Trio pour trombone, alto et guitare (2002), 10 min
- Cinq études, pour quatuor à cordes (2009)
- Streicher #2, pour quatuor à cordes (2016)
- Manfred, cycle pour quatuor (2017)

## Extraits
- Au sujet de StreicherKreis, présentation de l'œuvre : interview de JP Derrien, (France Musiques Le Bel Aujourd'hui)

youtube
- Au sujet de Piranhas, présentation de l'œuvre : interview de Daniele Cohen-Lévinas

youtube